# Dunk Island (ö i Australien)
Dunk Island är en ö i Australien. Den ligger i kommunen Cassowary Coast och delstaten Queensland, omkring 1 300 kilometer nordväst om delstatshuvudstaden Brisbane. Arean är 10,0 kvadratkilometer. Den sträcker sig 4,8 kilometer i nord-sydlig riktning, och 4,8 kilometer i öst-västlig riktning.
Tropiskt monsunklimat råder i trakten. Genomsnittlig årsnederbörd är 2 747 millimeter. Den regnigaste månaden är mars, med i genomsnitt 608 mm nederbörd, och den torraste är oktober, med 45 mm nederbörd.